# Marlboro Grand Prix of Miami 1998
Marlboro Grand Prix of Miami 1998 var ett race som var den första omgången i CART World Series 1998, och kördes den 15 mars på Homestead-Miami Speedway. Michael Andretti upprepade sin vinst från 1997 genom att hålla undan från Greg Moore mot slutet av tävlingen. Moore hade dagen innan chockerat depån genom att ta pole position med tre tiondelar av en sekund med ett varv på 24,856 sekunder.

## Slutställning
| Plats | Förare               | Team                     | Grid | Kvaltid |
| ----- | -------------------- | ------------------------ | ---- | ------- |
| 1     | Michael Andretti     | Newman/Haas Racing       | 8    | 25,342  |
| 2     | Greg Moore           | Forsythe Racing          | 1    | 24,856  |
| 3     | Alex Zanardi         | Chip Ganassi Racing      | 6    | 25,269  |
| 4     | Christian Fittipaldi | Newman/Haas Racing       | 4    | 25,249  |
| 5     | Scott Pruett         | Patrick Racing           | 12   | 25,404  |
| 6     | Adrián Fernández     | Patrick Racing           | 5    | 25,255  |
| 7     | Gil de Ferran        | Walker Racing            | 11   | 25,404  |
| 8     | Bryan Herta          | Team Rahal               | 16   | 25,545  |
| 9     | Dario Franchitti     | Team KOOL Green          | 13   | 25,418  |
| 10    | Maurício Gugelmin    | PacWest Racing           | 10   | 25,403  |
| 11    | Patrick Carpentier   | Forsythe Racing          | 9    | 25,351  |
| 12    | Mark Blundell        | PacWest Racing           | 7    | 25,288  |
| 13    | Richie Hearn         | Della Penna Motorsports  | 15   | 25,459  |
| 14    | J.J. Lehto           | Hogan Racing             | 29   | -       |
| 15    | Roberto Moreno       | Project Indy             | 23   | 26,482  |
| 16    | Jimmy Vasser         | Chip Ganassi Racing      | 3    | 25,206  |
| 17    | André Ribeiro        | Marlboro Team Penske     | 2    | 25,189  |
| 18    | Alex Barron          | All American Racing      | 27   | 26,737  |
| 19    | Bobby Rahal          | Team Rahal               | 17   | 25,797  |
| 20    | P.J. Jones           | All American Racing      | 26   | 26,628  |
| 21    | Arnd Meier           | Davis Racing             | 28   | 26,697  |
| 22    | Al Unser Jr.         | Marlboro Team Penske     | 14   | 25,432  |
| 23    | Hiro Matsushita      | Arciero-Wells Racing     | 24   | 26,550  |
| 24    | Hélio Castroneves    | Bettenhausen Motorsports | 22   | 26,429  |
| 25    | Dennis Vitolo        | Payton/Coyne Racing      | 25   | 26,604  |
| 26    | Max Papis            | Arciero-Wells Racing     | 20   | 26,051  |
| 27    | Paul Tracy           | Team KOOL Green          | 21   | 26,150  |
| 28    | Michel Jourdain Jr.  | Payton/Coyne Racing      | 19   | 26,049  |
| 29    | Tony Kanaan          | Tasman Motorsports       | 18   | 25,939  |